# Кёрдс, Луис
Луис Эдвард Кёрдс (англ. Louis Edward Curdes; 1919—1995) — американский военный лётчик; один из немногих американских асов, сбивших самолёты трёх стран «оси».

## Биография
Родился 2 ноября 1919 года в городе Форт-Уэйн, штат Индиана.
Во Второй мировой войне принимал участие с декабря 1942 года. Воевал в Северной Африке, Италии и Тихоокеанском регионе. Летал на истребителе P-51 «Мустанг». Сбил десять самолётов, из них: 7 — немецких, 1 — итальянский, 1 — японский, а также один самолёт ВВС США.
Сам был сбит в 1943 году и попал в итальянский лагерь для военнопленных. В сентябре 1943 года бежал из него и вышел к американским частям в мае 1944 года. Вернувшись домой, лётчик снова попросился в армейскую авиацию США, где прослужил до конца Второй мировой войны, получив звание капитана.
Отличился на Тихоокеанском театре военных действий: 7 февраля 1945 года сбил японский самолёт-разведчик, а 10 февраля стал легендой американской военной авиации, совершив следующий поступок. Луис Кёрдс в четвёрке «Мустангов» выполнял разведывательное задание возле острова Батан, где находились японские войска. Обнаружив на острове аэродром, американцы решили его штурмовать, потеряв во время атаки своего ведомого, упавшего в море. Два пилота из оставшихся улетели обратно на свою базу, а Кёрдс решил помочь сбитому ведомому. В это время он увидел двухмоторный транспортный самолёт, направлявшийся в сторону островного аэродрома. Увидев при подлёте к транспортнику опознавательные знаки, Кёрдс понял, что это был самолёт США C-47 из подразделения «Шкиперы джунглей» (англ. «Jungle Skippers»), собиравшийся садиться на аэродром. Не имея возможности предупредить «своих» лётчиков о грозящей им опасности — жестоком обращении японцев с пленниками, Луис решил не допустить его посадки и не нашел никакого другого способа, как сбить свой транспорт, расстреляв его двигатели. Самолёт упал в море неподалёку от сбитого ранее ведомого Кёрдса. Все американцы забрались на надувные плоты и некоторое время спустя были подобраны спасательным гидросамолётом «Каталина». Как потом выяснилось, пилот C-47 заблудился во время полёта над островами Филиппин и был вынужден из-за нехватки топлива направиться к ближайшему обнаруженному с воздуха аэродрому, не зная его принадлежности.
После войны остался служить в ВВС США. Уволился из вооружённых сил в октябре 1963 года в звании подполковника. Среди его наград — два Креста лётных заслуг, Воздушная медаль и Дубовые листья.
Умер 8 февраля 1995 года в родном городе.